# إلا ويبر
إلا ويبر (بالألمانية: Ela Weber)‏ هي عارضة ومغنية ومقدمة تلفزيونية وممثلة ألمانية، ولدت في 13 مارس 1966 في دتلباخ في ألمانيا.

## وصلات خارجية
- إلا ويبر على موقع IMDb (الإنجليزية)
- إلا ويبر على موقع أول موفي (الإنجليزية)